# Lista de cidades de Nebraska

Localização do estado de Nebraska nos Estados Unidos.

Nebraska é um estado localizado na região Centro-Oeste dos Estados Unidos. Segundo o Censo de 2010 dos Estados Unidos, Nebraska é o 13º estado menos populoso com 1.826.341 habitantes, e o 16º maior por área de terra medindo cerca de 200.329,89 km². As comunidades incorporadas em Nebraska são legalmente classificadas como cidades ou aldeias, dependendo da sua população.

## A
- Abie
- Adams
- Ainsworth
- Albion
- Alda
- Alexandria
- Allen
- Alliance
- Alma
- Alvo
- Amherst
- Anoka
- Anselmo
- Ansley
- Arapahoe
- Arcadia
- Arlington
- Arnold
- Arthur
- Ashland
- Ashton
- Atkinson
- Atlanta
- Auburn
- Aurora
- Avoca
- Axtell
- Ayr

## B
- Bancroft
- Barada
- Barneston
- Bartlett
- Bartley
- Basett
- Battle Creek
- Bayard
- Bazie Mills
- Beatrice
- Beaver City
- Beaver Crossing
- Bee
- Beemer
- Belden
- Belgrade
- Bellevue
- Bellwood
- Belvidere
- Benedict
- Benkelman
- Bennet
- Bennington
- Bertrand
- Berwyn
- Big Springs
- Bladen
- Blair
- Bloomfield
- Bloomington
- Blue Hill
- Blue Springs
- Boys Town
- Bradshaw
- Brady
- Brainard
- Brewster
- Bridgeport
- Bristow
- Broadwater
- Brock
- Broken Bow
- Brownville
- Brule
- Bruning
- Bruno
- Brunswick
- Burchard
- Burr
- Burton
- Burwell
- Bushnell
- Butte
- Byron

## C
- Cairo
- Callaway
- Cambridge
- Campbell
- Carleton
- Carroll
- Cedar Bluffs
- Cedar Creek
- Cedar Rapids
- Center
- Central City
- Ceresco
- Chadron
- Chalco
- Chambers
- Chapman
- Chappell
- Chester
- Cisco
- Clarks
- Clarkson
- Clatonia
- Clay Center
- Clearwater
- Clinton
- Cody
- Coleridge
- Colon
- Columbus
- Comstock
- Concord
- Cook
- Cordova
- Cornlea
- Cortland
- Cotesfield
- Cowles
- Cozad
- Crab Orchard
- Craig
- Crawford
- Creighton
- Creston
- Crete
- Crofton
- Crookston
- Culbertson
- Curtis
- Cushing

## D
- Dakota City
- Dalton
- Danbury
- Dannebrog
- Davenport
- Davey
- David City
- Dawson
- Daykin
- De Witt
- Decatur
- Denton
- Deshler
- Deweese
- Diller
- Dix
- Dixon
- Dodge
- Doniphan
- Dorchester
- Douglas
- Du Bois
- Dunbar
- Duncan
- Dunning
- Dwight

## E
- Eagle
- Eddyville
- Edgar
- Edison
- Elba
- Elgin
- Elk Creek
- Elkhorn
- Elm Creek
- Elmwood
- Elsie
- Elwood
- Elyria
- Emerson
- Emmet
- Endicott
- Ericson
- Eustis
- Ewing
- Exeter

## F
- Fairbury
- Fairfield
- Fairmont
- Falls City
- Farnam
- Farwell
- Filley
- Firth
- Fordyce
- Fort Calhoun
- Foster
- Franklin
- Fremont
- Friend
- Fullerton
- Funk

## G
- Gandy
- Garland
- Garrison
- Geneva
- Genoa
- Gering
- Gibbon
- Gilead
- Giltner
- Glenvil
- Goehner
- Gordon
- Gothenburg
- Grafton
- Grand Island
- Grant
- Greeley Center
- Greenwood
- Gresham
- Gretna
- Gross
- Guide Rock
- Gurley

## H
- Hadar
- Haigler
- Hallam
- Halsey
- Hamlet
- Hampton
- Harbine
- Hardy
- Harrisburg
- Harrison
- Hartington
- Harvard
- Hastings
- Hay Springs
- Hayes Center
- Hazard
- Heartwell
- Hebron
- Hemingford
- Henderson
- Hendley
- Henry
- Herman
- Hershey
- Hickman
- Hildreth
- Holbrook
- Holdrege
- Holstein
- Homer
- Hooper
- Hordville
- Hoskins
- Howard City
- Hubbard
- Hubbell
- Humboldt
- Humphrey
- Huntley
- Hyannis

## I
- Imperial
- Indianola
- Inglewood
- Inman
- Ithaca

## J
- Jackson
- Jansen
- Johnson
- Johnston
- Julian
- Juniata

## K
- Kearney
- Kenesaw
- Kennard
- Kilgore
- Kimball

## L
- La Vista
- Leigh
- Leshara
- Lewellen
- Lexington
- Lincoln
- Lindsay
- Lodgepole
- Long Pine
- Loomis
- Lorton
- Louisville
- Loup City
- Lushton
- Lyman
- Lynch
- Lyons

## M
- Madison
- McCook
- Minatare
- Minden
- Mitchell
- Morrill
- Mullen

## N
- Nebraska City
- Norfolk
- North Loup
- North Platte

## O
- O'Neill
- Ogallala
- Omaha
- Orchard
- Ord
- Oshkosh

## R
- Ravenna

## S
- Schuyler
- Scottsbluff
- Scribner
- Sidney
- Snyder
- South Sioux City
- Sutton

## V
- Valentine
- Valley

## W
- Wahoo
- Wallace
- Wakefield
- Waverly
- Weeping Water

## Y
- York